# Varencya devillei
Varencya devillei är en skalbaggsart som beskrevs av Dewailly 1950. Varencya devillei ingår i släktet Varencya och familjen Melolonthidae. Inga underarter finns listade i Catalogue of Life.